# Diether Heisig

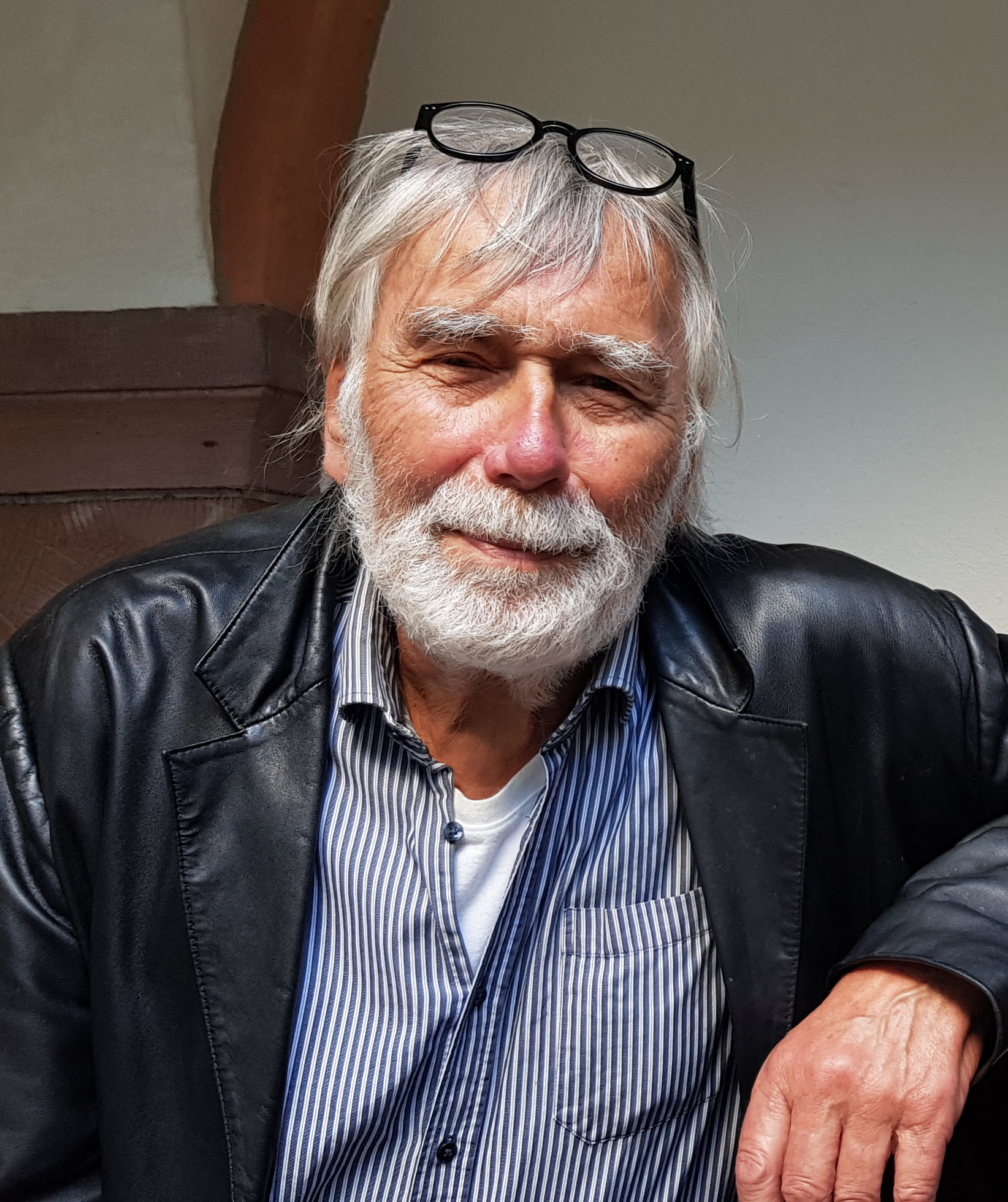
Diether Heisig (2021)

Diether Heisig (* 14. Dezember 1938 in Hotzenplotz) ist ein deutscher Bildhauer und Architekt.

## Leben
Diether Heisig machte in der Nachkriegszeit sein Abitur in Marl, bevor er sein Architekturstudium an der Technischen Hochschule Hannover mit dem akademischen Grad eines Diplom-Ingenieurs abschloss. An dieser Hochschule wirkte er zudem  bis 1977 als wissenschaftlicher Assistent am Lehrstuhl für Modellieren.
Unterdessen hatte Heisig schon ab 1973 eine Arbeitsgemeinschaft für Objekt- und Stadtgestaltung mit Stefan Schwerdtfeger gebildet. Ab dem Folgejahr 1974 unterhielt er eine ständige Ausstellung der eigenen Arbeiten am Gebäude Braunstraße 18 in Hannover unter dem Titel „Heisig’s Kunststücke“.
Heisigs Schwerpunkt in der stadtgestalterischen Tätigkeit zeigt sich insbesondere im öffentlichen Raum in Objekten aus verschiedenen Materialien und farbiger Flächengestaltung. Thematischer Schwerpunkt seiner bildnerischen Tätigkeiten ist die Darstellung von Wesen, Geistern, Menschen und Unmenschen.
Seit 1979 hat Heisig seinen Wohnsitz und sein Atelier im Haus Böttcherstraße 9 in Hannover.

## Werke im öffentlichen Raum
Die in Gemeinschaft mit Stefan Schwerdtfeger entstandenen Arbeiten sind in der Tabelle mit KüSH (für: Künstlergemeinschaft Schwerdtfeger und Heisig) gekennzeichnet.
| Jahr | Bild | Titel                                          | Ort                                            | Geokoordinaten                                                           | Bemerkungen                                                                  |
| ---- | ---- | ---------------------------------------------- | ---------------------------------------------- | ------------------------------------------------------------------------ | ---------------------------------------------------------------------------- |
| 1976 |      | Wurm („Nessie“)                                | Hannover, Niki-de-Saint-Phalle-Promenade       | 52,37743° N, 9,74231° O                                                  | KüSH; dreiteiliges Objekt                                                    |
| 1976 |      | Wolkenbrunnen                                  | Hannover, Passerelle                           |                                                                          | KüSH; 2001 bei Umgestaltung der Passerelle entfernt, Fotos:                  |
| 1975 |      | Brunnen mit Steinen vom Mont Blanc             | Hannover, Passerelle                           |                                                                          | KüSH; 2001 bei Umgestaltung der Passerelle entfernt                          |
| 1978 |      | Rohrobjekte                                    | Hannover, zwischen Raschplatz und Pavillon     | 52,37944° N, 9,74427° O                                                  | KüSH                                                                         |
| 1979 |      | Brunnengruppe                                  | Holzminden, Mittlere Straße                    | 51,8285° N, 9,44852° O                                                   | KüSH                                                                         |
| 1981 |      | Brunnenobjekte                                 | Bremen, Ansgarikirchhof                        |                                                                          | KüSH; Brunnen wurde abgerissen, Verbleib der Objekte unbekannt               |
| 1981 |      | Geteilter Baum                                 | Oldenburg, Schloßwall                          | 53,13738° N, 8,21356° O                                                  | KüSH; Eingangsbereich zum Schlossgarten, Nähe Pulverturm                     |
| 1982 |      | Geteilter Apfel                                | Göttingen, Asklepios Fachklinikum              | 51,5238° N, 9,91726° O                                                   | KüSH                                                                         |
| 1982 |      | Figurenbrunnen                                 | Stadthagen, Marktplatz                         | 52,32385° N, 9,20488° O                                                  | KüSH                                                                         |
| 1983 |      | Tauchender Fisch (Großer Fisch)                | Hamburg-St. Pauli, Bleicherstraße              | 53,55473° N, 9,96085° O                                                  | KüSH; dreiteiliges Objekt                                                    |
| 1985 |      | Galionsfigur mit Schiff (Frauenkörper im Wind) | Hamburg-Wilhelmsburg                           | 53,49715° N, 10,00904° O                                                 | KüSH                                                                         |
| 1985 |      | Relief Stadtgrundriss                          | Stadthagen, Rathauspassage                     | 52,32432° N, 9,2052° O                                                   | KüSH                                                                         |
| 1986 |      | Türgriffe                                      | Oldenburg, Schloss Oldenburg, Südseite         | 53,13764° N, 8,21656° O                                                  | Eingangstür Schloss Hofseite, ehemaliges Schlosstheater                      |
| 1986 |      | Ackerbürger                                    | Holzminden, Marktplatz                         | 51,82853° N, 9,447° O                                                    | KüSH                                                                         |
| 1987 |      | Allegorische Figur                             | Hamburg-Billstedt, Kaspar-Siemers-Weg 2a/2b    | 53,53828° N, 10,11606° O                                                 | KüSH                                                                         |
| 1987 |      | Hauszeichen                                    | Hamburg-Tonndorf, Am Hohen Hause 20–24         | 53,58963° N, 10,10913° O                                                 | KüSH; 6 Bronze-Objekte auf Werksteinsockel                                   |
| 1988 |      | Spielobjekte mit Licht und Wasser              | Stadthagen, hinter dem Rathaus                 | 52,32408° N, 9,20545° O                                                  | KüSH                                                                         |
| 1989 |      | Fünf Objekte der Verbindung                    | Hamburg-St. Pauli, Schmidt-Rottluff-Weg        | 53,55679° N, 9,95963° O                                                  | KüSH; Gruppe von fünf Skulpturen                                             |
| 1990 |      | Niedersachsen                                  | Bonn-Gronau                                    | 50,71542° N, 7,12869° O                                                  | KüSH; Standort ursprünglich vor Nieders. Landesvertretung, derzeit Baustelle |
| 1991 |      | Kunst im Tunnel                                | Hameln, Fußgängertunnel Nähe Rattenfängerhalle | 52,1007° N, 9,35592° O                                                   | KüSH                                                                         |
| 1991 |      | Torobjekt (Baum)                               | Stadthagen, Krumme Straße                      | 52,32689° N, 9,20724° O                                                  | KüSH                                                                         |
| 1992 |      | Küppers Minna                                  | Stadthagen, Obern-/Niedernstraße               | 52,32224° N, 9,20537° O 52,32116° N, 9,20514° O, 52,32461° N, 9,20629° O | Gruppe von fünf Skulpturen                                                   |
| 1994 |      | Brunnen im Grenzdurchgangslager                | Friedland, Grenzdurchgangslager                | 51,42337° N, 9,9114° O                                                   |                                                                              |
| 1995 |      | Flügelobjekt                                   | Hamburg-Eidelstedt, Feldrosenweg Ecke Torfweg  | 53,61112° N, 9,88608° O                                                  |                                                                              |
| 1996 |      | Wasser und Deich                               | Nordenham, Marktplatz                          | 53,48609° N, 8,48292° O                                                  | Brunnenobjekt                                                                |
| 1997 |      | Verbindungsobjekte                             | Hamburg-Farmsen-Berne, Busbrookhöhe            | 53,62044° N, 10,12994° O                                                 | Sieben Verbindungsobjekte an Hauswänden                                      |
| 1998 |      | Jakobibrunnen                                  | Hildesheim, Jakobikirche                       | 52,15371° N, 9,95096° O                                                  | mit Eggert Sass                                                              |
| 1999 |      | Brunnen am Huck up                             | Hildesheim, Hoher Weg                          | 52,15103° N, 9,95078° O                                                  | mit Eggert Sass                                                              |
| 2000 |      | Fächerbrunnen                                  | Hann. Münden, Kirchplatz                       | 51,4165° N, 9,65149° O                                                   | im Expoprojekt „Wasserspuren“                                                |
| 2002 |      | Schleusenprielbrunnen                          | Cuxhaven, Kaemmererplatz                       | 53,86225° N, 8,69874° O                                                  | Fließrichtung abhängig von Gezeiten                                          |
| 2003 |      | Wesertorbrunnen                                | Rinteln, Weserstraße                           | 52,18879° N, 9,0807° O                                                   | Bronzereliefs und Wasserlauf, mit Eggert Sass                                |
| 2004 |      | Sparkassenobjekt                               | Rinteln, Klosterstraße                         | 52,18685° N, 9,07955° O                                                  | mit Eggert Sass                                                              |
| 2005 |      | Torobjekte                                     | Rinteln, Klosterstraße                         | 52,18431° N, 9,07857° O                                                  | mit Eggert Sass                                                              |